# Але (община)
Община Але (на шведски: Ale kommun) е разположена в лен Вестра Йоталанд, югозападна Швеция с обща площ 333 km2 и население 28 074 души (към 31 декември 2013). Административен център на община Але е град Ньодинге-Нол.